# Gergithus vidulus
Gergithus vidulus är en insektsart som beskrevs av Melichar 1906. Gergithus vidulus ingår i släktet Gergithus och familjen sköldstritar. Inga underarter finns listade i Catalogue of Life.